# フランツ・ルーロー

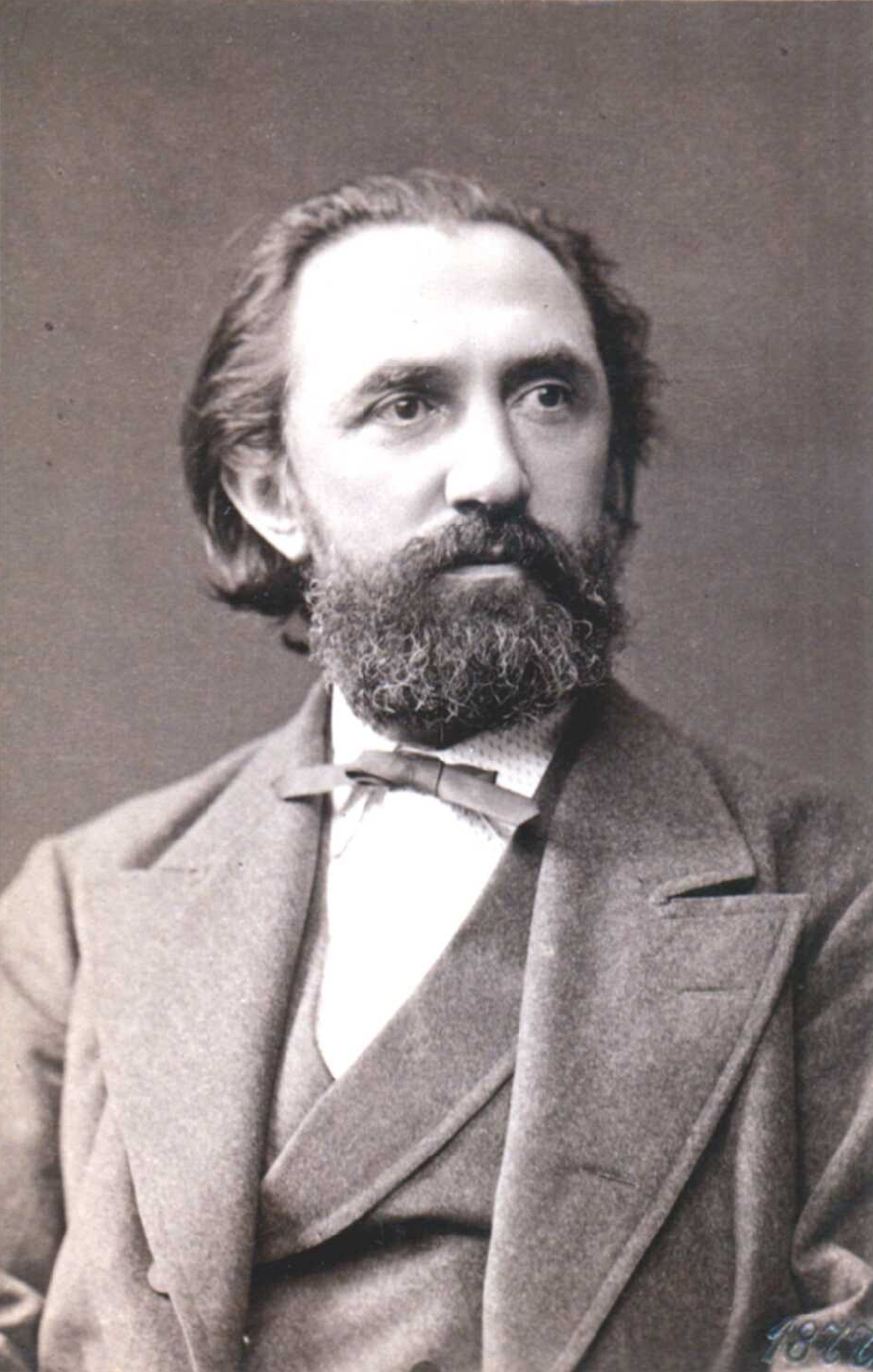
1877年に撮影された写真

フランツ・ルーロー（Franz Reuleaux, 1829年9月30日 - 1905年8月20日）は、ドイツの機械工学者。
シャルロッテンブルク工科大学（現：ベルリン工科大学）の講師を務め、後には同大学の学長に任命された。彼はしばしば運動学の父と称されてきた。当該分野でリーダーシップを発揮し、科学と知識の数々の重要な領域に貢献した。今日、彼の名前がもっともよく思い出されるのは、彼が有用な機械的図形として開発を支援した定幅曲線、ルーローの三角形によってかもしれない。

## 経歴
フランツ・ルーローはドイツ（当時はプロイセン）のアーヘン郊外の町エシュヴァイラーで生まれた。彼の父と祖父は共に機械製造業者だった。カールスルーエ工科大学のフェルディナント・レッテンバッハーの下で技術的訓練をうけた後、ベルリンとボンの大学で学んだ。
数年間家業を手伝った後、彼はチューリッヒ工科大学の教授になった。やがて1879年には、彼はシャルロッテンブルクのベルリン王立工科大学で学長になった。これは約300名の教授を擁する一流の工科大学であった。彼は技師－科学者として、また教授として、産業コンサルタントとして、教育改革者として、そしてドイツの工業的エリートの指導者として広く知られるようになった。
ルーローは1876年5月10日にフィラデルフィアで開催される第6回万国博覧会の出品作を選ぶドイツ審査団の議長に任命された。彼はドイツ製の商品は他の国々の物よりはるかに劣っており、ドイツ産業の主導方針が「安かろう悪かろう」だったと認めた。この発言はビジネス界を揺さぶり、報道における幅広い論評を呼び起こした。
ルーローは、ドイツ政界での活動にとどまらず、いくつかの国際的な審議会や委員会を務め、特許制度の設立に相当程度関わった。

## 運動学
- ルーローの考えでは、機械というものは、運動学的連鎖において隣接する部品によって動きを制約された要素の連鎖として抽象化できる。メカニズムの種類は非常に多様だが、彼はその位相を記述するために簡潔な記法を開発し、いかにこの記法がそれらの位相を分類し、新しい有用なメカニズムの発明にさえも導くのに利用できるか、ということを示した。ドイツ政府の出費により、彼は四節リンク機構やクランク機構といった、300種類を超える単純なメカニズムの美しい模型のデザインおよび製造を指揮した。これらは教育のため各地の大学へ売却された。今日、コーネル大学工学部がもっとも多くの模型をコレクションしている。
- 彼の記法と、系統的に要素を変化させる方法（例えば逆転、リンクの相対的サイズの変化、など）を用いることで、四節リンク機構がいかにして54種のメカニズムに変化するか、そしてそれらがなぜ12のクラスに分けられるか、ということが示される。